# Vidyáyevo
Vidyáyevo (en ruso: Видя́ево ) es una localidad rural cerrada habitada en el óblast de Múrmansk (Rusia). A pesar de tener un estado rural, se ha incorporado municipalmente como ókrug urbano de Vidyáyevo, ya que dicho estado es el único permitido por la ley federal para las localidades cerradas habitadas.
Población según el censo de 2010: 5771.
Población según el censo de 2002: 6307.
Es sobre todo conocida por las bases navales ubicadas en las bahías de Ara y Ura. La localidad en sí está situada en el lado este de la bahía de Ura.

## Historia
Fue fundada en 1958 como Uritsa (Урица), después de que el río fluyera del lago Pityevoye a la bahía y proporcionara agua potable para el asentamiento. Probablemente, el nombre Uritsa es un diminutivo ruso de Ura, que es un nombre nativo en saami (lappi) para la bahía y para un río más grande Ura que también alimenta la bahía de Ura a varios kilómetros de Vidyáyevo. 
En 1964, Uritsa pasó a llamarse Vidyáyevo en honor al comandante del submarino de la Segunda Guerra Mundial, Fiódor Vidyáyev, fallecido en el mar de Barents en el curso de la misión militar al mando del submarino SHCH-402.

## Base naval
A principios de la década de 1960, el área comenzó a servir como base para los submarinos de propulsión diésel, y en 1979 también los nucleares. En la década de 1980, la base en la bahía de Ara era relativamente grande, al servicio de submarinos de las tres generaciones. Los submarinos que quedan en servicio en la bahía de Ara hoy en día son de la clase Akula (Shchuka-B), Sierra y Oscar-II (Antey).
Vidyáyevo, específicamente la bahía de Ara, fue la base de operaciones del ahora perdido submarino K-141 Kursk (clase Oscar-II). Las instalaciones de almacenamiento de desechos radiactivos navales también se encuentran en la bahía de Ara.
La base en la bahía de Ura se utiliza para submarinos diésel y algunos buques de superficie más pequeños. El asentamiento consiste en su mayoría de edificios de apartamentos de cinco pisos construidos sobre cimientos de roca de granito o en postes apoyados en el permafrost.

## Situación administrativa y municipal
En el marco de las Organización_territorial_de_Rusia#divisiones administrativas, se incorpora, junto con otra localidad rural, la formación administrativa-territorial cerrada de Vidyáyevo, una unidad administrativa con el mismo estatus que la de los distritos. Como división municipal, la formación cerrada territorial-administrativa de Vidyáyevo se incorpora como ókrug urbano de Vidyáyevo.